# ایسکرا
ایسکْرا (به روسی:Искра, به فارسی به معنای جرقه، اَخگر، شرر) ارگان رسمی حزب سوسیال دموکرات کارگری روسیه بود که توسط اعضای مهاجر آن به چاپ می‌رسید.

## تاریخچه
در زمان حکومت نیکلای دوم اکثر انقلابیون سوسیالیست از کشور روسیه تبعید شده بودند و در سایر سرزمین‌های اروپایی سکونت داشتند. این انقلابیون برای رساندن تفکرات و برنامه‌های خود به مردم روس رو به چاپ روزنامه به‌صورت مخفیانه آوردند. ایسکرا ارگان رسمی حزب سوسیال دموکرات کارگری روسیه، مهمترین روزنامه مخفی در آن زمان بود که با تلاش‌های لنین نخستین شمارهٔ آن در «دسامبر ۱۹۰۰» در کشور آلمان به چاپ رسید و به‌صورت قاچاقی در سرزمین روسیه منتشر شد و طولی نکشید که این نشریه یکی از موفق‌ترین روزنامه‌های مخفی روسی شد. شماره‌های دیگری هم در لندن و ژنو به چاپ رسید.

علاوه بر ولادیمیر لنین اعضای دیگر حزب همچون گئورگی پلخانف، ژولیوس مارتوف، پاول آکسلرود، ورا زاسولیچ، لئون تروتسکی و دیگران هیئت تحریریه و نویسندگان این روزنامه را تشکیل می‌دادند.
در سال ۱۹۰۳ زمانیکه اختلافات بین دو جناح اکثریت (بلشویک) و اقلیت (منشویک) این حزب پس از کنگره دوم بالا گرفت، لنینِ بلشویک از نشریه خارج شد (بعدها لنین روزنامه دیگری به نام پراودا را تأسیس کرد) و این روزنامه به‌طور کامل در انحصار منشویک‌ها به سرپرستیِ پلخانوف (تا زمان پایان نشر آن در سال ۱۹۰۵) درآمد.

## محتوا و گرایش سیاسی

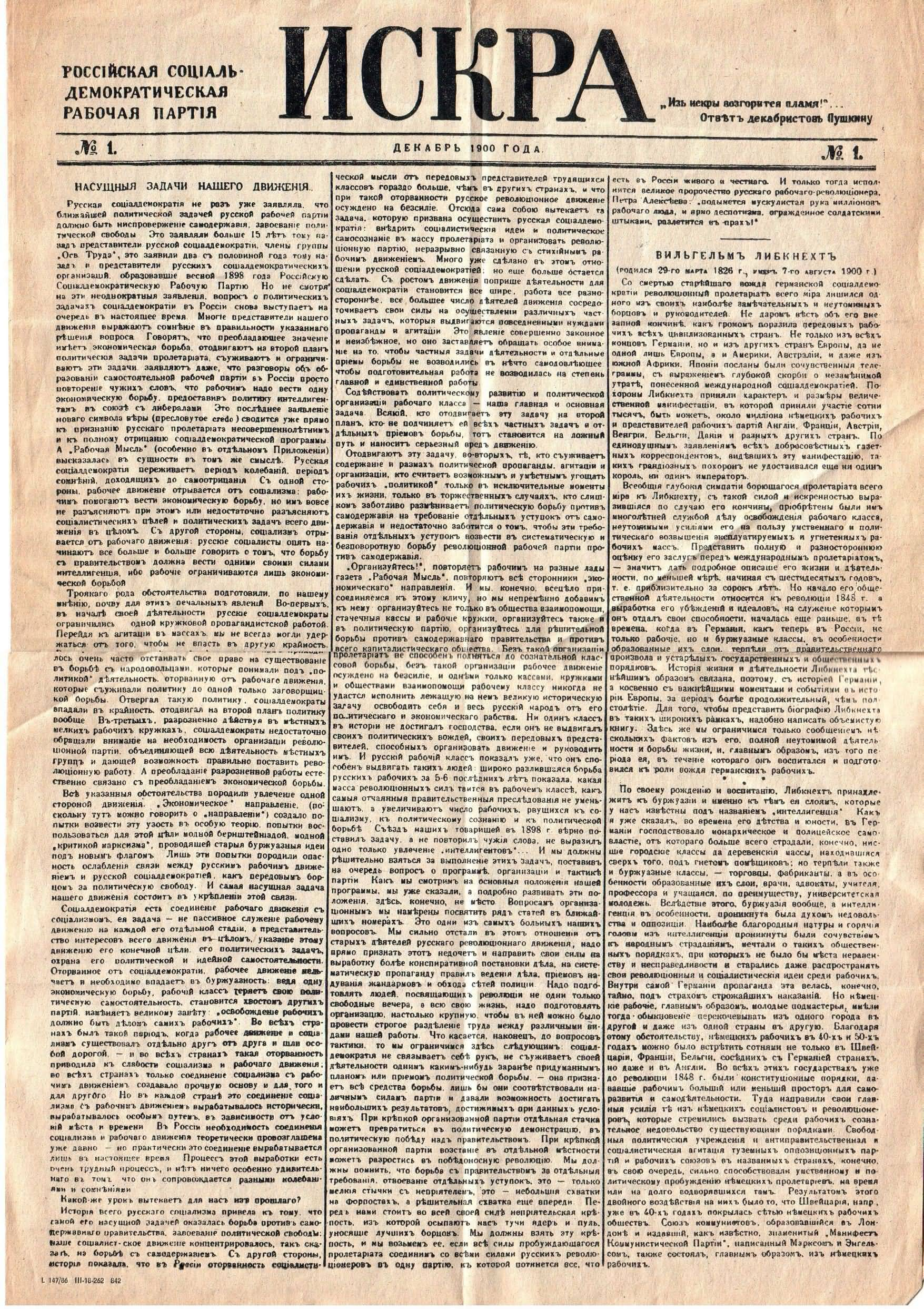
نمایی از روزنامه روسیِ ایسکرا

همان‌طور که از عنوان و شعار("از شرر آتشی شعله‌ور خواهد گشت" ∗) این روزنامه برمی‌آید، نگارش گران آن درصدد ایجاد و پخش منظم تئوری‌ها و ایدئولوژی‌های انقلابی خود و افزایش آگاهی طبقاتی بین کارگران و درنهایت شعله‌ور کردن مبارزه سیاسی و انقلاب بودند.
نویسندگان مشهور این روزنامه چون لنین و پلخانف و تمام اعضای هجرت کردهٔ حزب سوسیال دموکرات کارگری روسیه، سعی در براندازی حکومت تزار نیکلای دوم داشتند و خواهان برپایی حکومتی سوسیالیستی براساس اندیشه‌های کارل مارکس و فردریش انگلس بودند.

## ایران و ایسکرا
بر طبق اسناد به‌دست آمده، ولادیمیر لنین روزنامه‌های چاپ شده را توسط برخی از رابطان خود که حدس زده می‌شود همان اعضای فرقهٔ اجتماعیون عامیون به رهبری نریمان نریمانف و حیدر عمو اوغلی باشند، از طریق راه تبریز به شهر باکو در آذربایجان و سپس به روسیه می‌فرستاد.